# Laxfoss (Grímsá)
De Laxfoss is een waterval in het zuidwesten van IJsland. De waterval ligt in de Grímsá, een rivier die uit de Reyðarvatn ontspringt, en via de Lundarreykjadalur uiteindelijk in de Borgarfjörður uitmondt. In deze rivier liggen meerdere stroomversnellingen en watervallen, waarvan de Laxfoss een van de grootste is. In de rivier kan goed op zalm gevist worden, en Laxfoss betekent dan ook Zalmwaterval. Op IJsland zijn er overigens meer watervallen die Laxfoss heten, zoals in de Norðurá.
Een paar kilometer stroomopwaarts liggen de Tröllafossar watervallen.